# Neusetz (Dettelbach)
Neusetz (früher Neuses am Grund) ist ein Ortsteil der Stadt Dettelbach im unterfränkischen Landkreis Kitzingen.

## Geografische Lage
Das Kirchdorf Neusetz liegt im äußersten Norden des Gemeindegebietes von Dettelbach am gleichnamigen Mainzufluss. Im Norden beginnt der Landkreis Würzburg mit der Gemeinde Prosselsheim. Es folgen (im Uhrzeigersinn): Im Nordosten der Volkacher Ortsteil Köhler, im Osten der Kreuzberg auf der Weininsel, im Südosten der Dettelbacher Ortsteil Neuses am Berg, im Süden Schnepfenbach. Im Westen befinden sich die Überreste des abgebrochenen Sulzhofs, der lange Zeit zu Neusetz gehörte.
Die nächsten größeren Städte sind Kitzingen mit einer Entfernung von 11 Kilometern und Würzburg, das etwa 16 Kilometer entfernt ist.
Naturräumlich liegen die nördlichen und westlichen Ortsteile von Dettelbach in der Gäufläche im nördlichen Maindreieck, die sich vor allem durch ihre Trockenheit von den angrenzenden Naturräumen unterscheidet. Nordöstlich des Dorfes ragt das Vogelschutzgebiet und Fauna-Flora-Habitat Prosselsheimer Holz in die Gemarkung von Neusetz.

## Geschichte

### Vor- und Frühgeschichte
Um Neusetz haben sich untertägig Siedlungsstellen aus vielen Epochen der mitteleuropäischen Vor- und Frühgeschichte erhalten, sodass davon auszugehen ist, dass die heutige Gemarkung des Dorfes bereits in der Jungsteinzeit dauerhaft besiedelt war. Ebenso nutzten die Menschen der Schnurkeramischen Kultur eine Stelle im Osten des Dorfes, um hier ihre Toten zu bestatten. Die Siedlungen um Neusetz waren noch während der Urnenfelderzeit in Benutzung, als man bereits Bronze zu nutzen wusste. Ebenso lebten hier eisenzeitliche Menschen der Latènezeit.
Durch Bevölkerungsverdrängungen während der Völkerwanderungszeit wurde die Gegend um Neusetz zunächst von Kelten bewohnt, die wohl keine dauerhafte Siedlung mehr hier bestehen ließen. Sie wurden später von den Thüringern verdrängt. Schließlich erreichten die Franken das Gebiet um Dettelbach und etablierten erstmals echte Verwaltungsstrukturen. So entstanden zwei Königshöfe in Prosselsheim und auf der Vogelsburg. Das Gebiet von Neusetz blieb allerdings zunächst noch unbesiedelt. 

### Mittelalter und Frühe Neuzeit
Die Entstehung des heutigen Ortes liegt im Unklaren. Eventuell war das Dorf zunächst direkt dem Prosselsheimer Hof zugeordnet, sodass man davon ausgehen kann, dass Neusetz ebenfalls im 6. bzw. 7. Jahrhundert im Zuge der fränkischen Kolonisation gegründet wurde. Erstmals urkundlich erwähnt wurde „Nustze“ im Jahr 1165. Der Ortsname, später zur Unterscheidung von Neuses am Berg in Neuses im Grund geändert, verweist auf einen „neuen Sitz“, also eine eher späte Gründung.

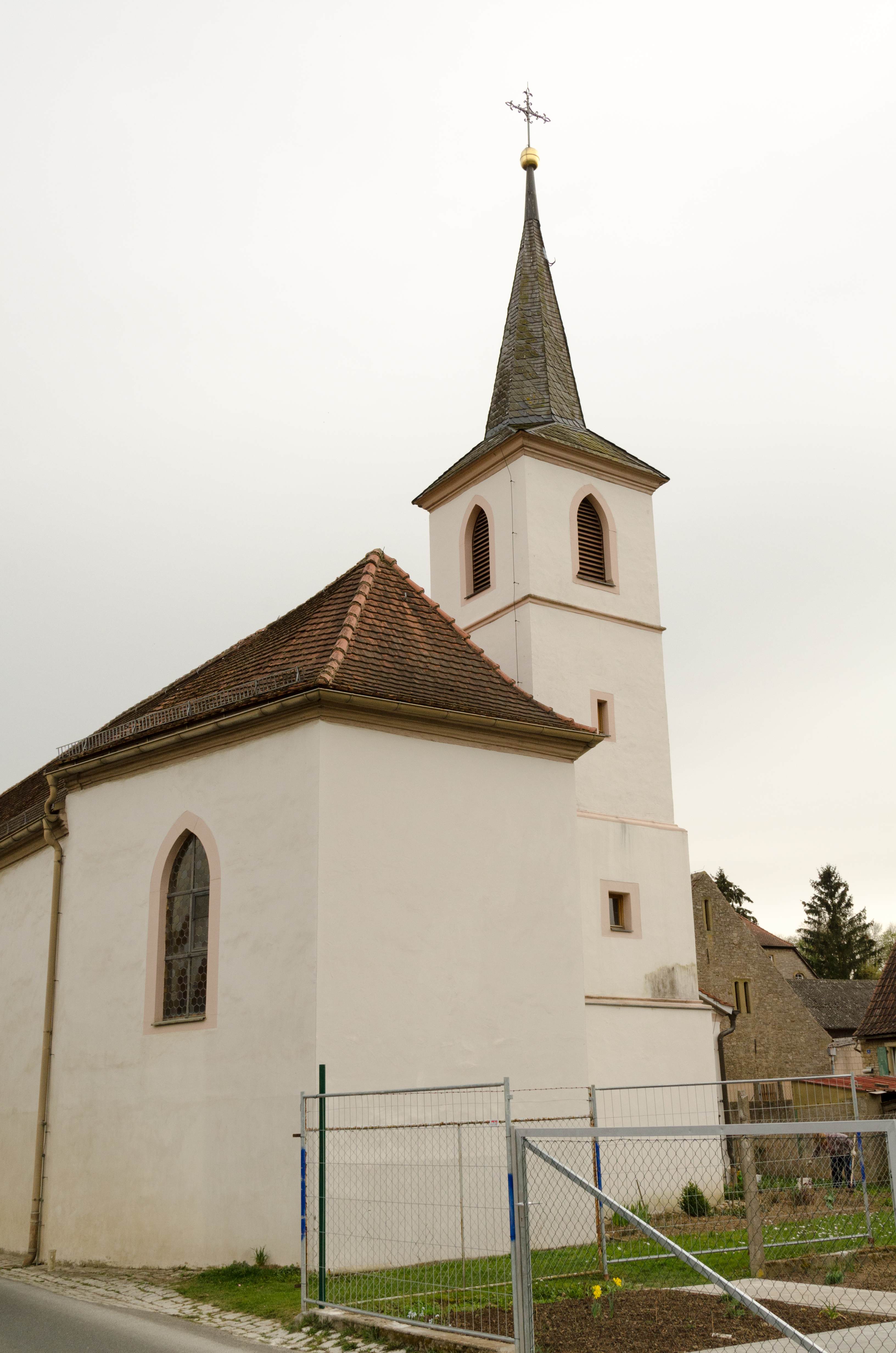
Die Filialkirche im Dorf

Während des Hochmittelalters herrschten wechselnde Adelsgeschlechter über den Ort. Es existieren sehr wenige Quellen aus dieser Zeit über das Dorf, erst am Ende des Spätmittelalters wird Neusetz wieder fassbar. Im 15. Jahrhundert geriet das Dorf in den Machtbereich des Fürstbischofs von Würzburg. Prosselsheim stieg in dieser Zeit zum Amtssitz des Hochstifts auf und Neusetz wurde schnell Teil dieses Verwaltungsbezirks. Im Jahr 1499 war „unser gnädiger Herr von Wirtzburg oberster Herr und Vogt“.
Obwohl das Hochstift die Oberherrschaft über Neusetz hatte, waren auch andere Herren im Dorf begütert. Einige unbebaute Hofstellen gehörten dem Kollegiatstift Haug in Würzburg, dem Pfarrer aus Prosselsheim und dem Zisterzienserinnenkloster in Mariaburghausen. Größter Hof des Dorfes war der sogenannte „Eyrichshof“, der auch in späteren Jahrhunderten eine wirtschaftlich wichtige Rolle für das Dorf spielte. Im Jahr 1499 hatte Neusetz um die 60 Einwohner.
Im Dreißigjährigen Krieg wurde das Dorf mehrfach von durchziehenden Truppen zerstört. Noch 21 Jahre nach dem Kriegsende wurde an den Prosselsheimer Amtskeller berichtet, dass im Dorf nur „4 Mann allda wohnen“, das heißt nur vier Familien im Ort lebten. In der Folgezeit erholte sich das Dorf allerdings wieder vom Krieg und hatte im Jahr 1694 bereits wieder 14 Haushaltsvorstände. Um die Mitte des 18. Jahrhunderts lebten sogar um die 100 Einwohner in Neusetz.
In zwei 1753 geschriebenen Zinsbüchern wurde der Ort näher beschrieben. Damals hatte sowohl der Fürstbischof von Würzburg, als auch das Stift Haug Anspruch auf einige Untertanen in Neusetz, wobei der Fürstbischof den Großteil des Dorfes regierte. In einem der Zinsbücher taucht der Eyrichshof neuerlich auf. Er umfasste damals eine Ackerfläche von etwa 30 ha. Im Jahr 1764 begann man im Dorf einen Kirchenneubau zu forcieren und bat den Würzburger Bischof um Unterstützung. Am 13. Mai 1766 setzte der Pfarrer von Escherndorf den ersten Stein für das Gotteshaus.

### Neuzeit
Im 19. Jahrhundert wurde das Hochstift Würzburg aufgelöst und Neusetz kam an das Königreich Bayern. Nun orientierte man sich mehr und mehr nach Dettelbach und seinen zentralen Einrichtungen. So wurde die Gemeinde Teil des Landgerichts Dettelbach, später des Bezirksamtes Volkach. Mit dem Übergang an Bayern war auch ein Anstieg der Bevölkerungszahlen verbunden. Lebten 1806 noch 125 Einwohner in Neusetz, wuchs die Zahl bis 1869 auf 207 Menschen.
Die Kriege des 20. Jahrhunderts töteten viele Männer in Neusetz. So starben im Ersten Weltkrieg bereits 16 Neusetzer, im Zweiten Weltkrieg wurden 20 Soldaten getötet. Den Verstorbenen setzte man bereits 1928 ein Denkmal vor der Kirche, das 1945 ergänzt wurde. Bis 1932 war bereits die Flurbereinigung vorangetrieben worden, die nach dem Weltkrieg fortgesetzt wurde. 1966 wurde der Anschluss an die Fernwasserversorgung Franken vollendet. Am 1. Mai 1978 wurde Neusetz nach Dettelbach eingemeindet.

## Sehenswürdigkeiten

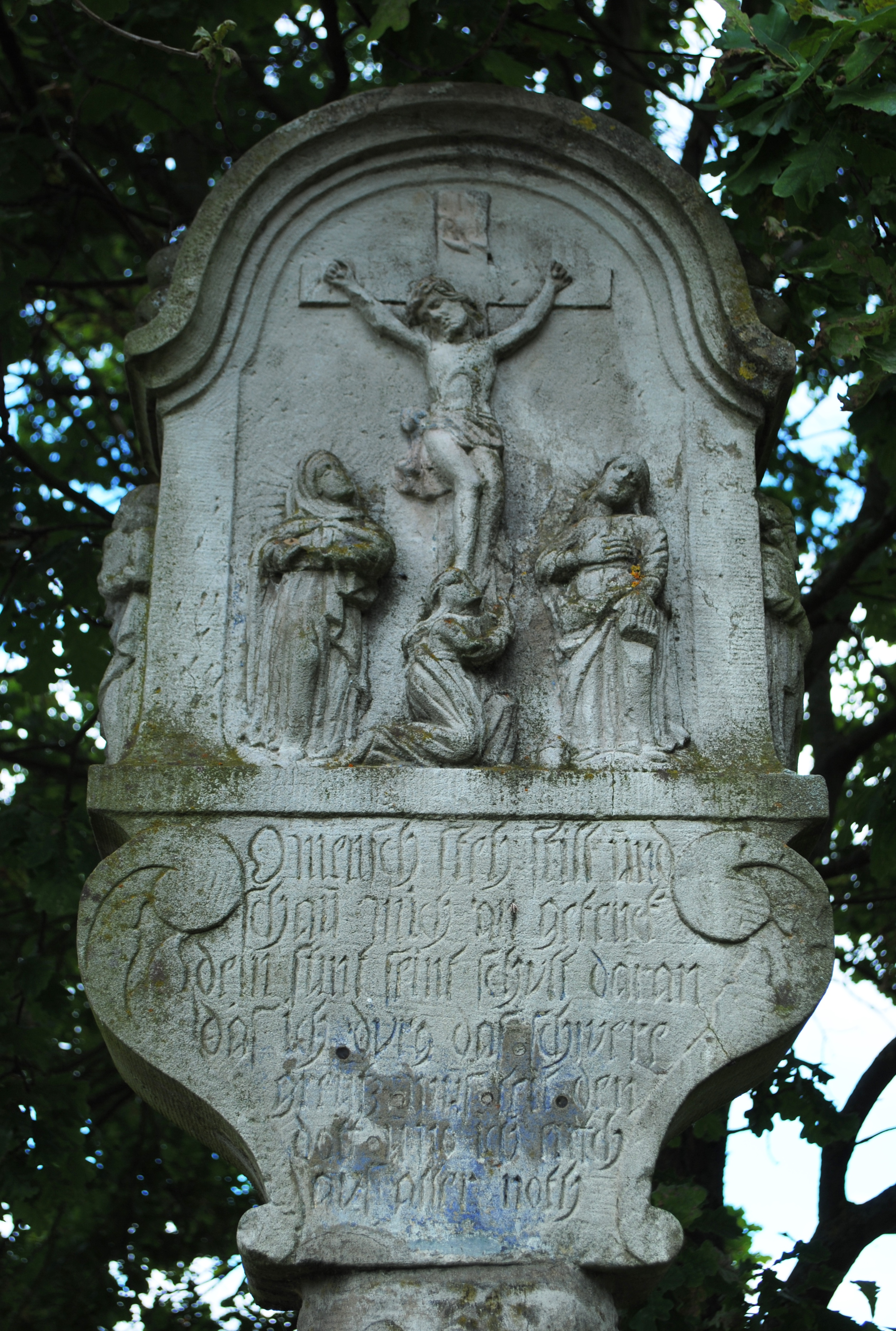
Der Bildstock im sogenannten Grund

Den Dorfmittelpunkt bildet die katholische Filialkirche Mariä Himmelfahrt und St. Kilian, Kolonat und Totnan. Sie wurde erst im 18. Jahrhundert errichtet, nachdem die Bevölkerung zunächst lange Zeit die Bartholomäuskirche in Prosselsheim besucht hatte. Die Altäre kamen aus anderen Kirchen und sind somit älter als das Gotteshaus.
In der Flur um das Dorf befinden sich viele Bildstöcke und Kleindenkmäler.

## Weinbau
Neusetz ist heute Weinbauort im Anbaugebiet Franken. Allerdings besitzt der Ort keine eigene Weinlage, der Wein wird seit den 1970er Jahren unter dem Namen Escherndorfer Fürstenberg vermarktet. Neusetz ist Teil des Bereichs Volkacher Mainschleife, bis 2017 waren die Winzer im Bereich Neusetz zusammengefasst. Die Muschelkalk- und Lettenkeuperböden um Neusetz eignen sich ebenso für den Anbau von Wein, wie die Lage in der Maingauklimazone, die zu den wärmsten Deutschlands gehört. 
Bereits seit dem Frühmittelalter betreiben die Menschen um Neusetz Weinbau. Die fränkischen Siedler brachten wohl im 7. Jahrhundert die Rebe mit an den Main. Im Mittelalter gehörte die Region zum größten zusammenhängenden Weinbaugebiet im Heiligen Römischen Reich. Die Menschen betrieben zumeist Nebenerwerbsweinbau zur Selbstversorgung, gleichzeitig bildeten sich bereits Exportzentren insbesondere entlang des Maines heraus. In Neusetz beschränkte man sich auf den Anbau für die Eigensicherung.
Der Weinbau erlebte nach der Säkularisation zu Beginn des 19. Jahrhunderts einen umfassenden Niedergang. Vor allem klimatisch weniger begünstige Lagen gab man vollständig auf. Zusätzlich erschwerte das Aufkommen von Schädlingen wie der Reblaus den Anbau. In Neusetz verschwand der Weinbau vollständig. Konsolidieren konnte sich die Weinbauregion Franken erst wieder in der zweiten Hälfte des 20. Jahrhunderts. Der Einsatz von Düngern und verbesserte Anbaumethoden hatten dazu ebenso beigetragen wie die Organisation in Genossenschaften und die Flurbereinigung der 1970er Jahre. Die Neusetzer begannen dann auch in den 1970er Jahren wieder mit dem Weinbau.
| Weinlage    | Größe 1980 | Größe 1993 | Himmelsrichtung | Hangneigung | Hauptrebsorten           | Großlage            |
| ----------- | ---------- | ---------- | --------------- | ----------- | ------------------------ | ------------------- |
| Fürstenberg | 8 ha       | 1 ha       | Osten, Südosten | 30 %        | Müller-Thurgau, Silvaner | Volkacher Kirchberg |